# Раставицкое соглашение
 Раставицкое соглашение  — соглашение, подписанное между украинской казацкой делегацией во главе с гетманом Петром Сагайдачным, с одной стороны, и коронным гетманом Станиславом Жолкевским, с другой, о подчинении реестровых казаков польско-шляхетском правительству.
Соглашение заключено в октябре 1619 года на реке Раставица близ городка Паволочь (ныне село Попельнянского района Житомирской области).
В основу Раставицкого соглашения были положены условия Вильшанского соглашения 1617 года. По Раставицкому соглашению:
- казацкое войско, которое насчитывало 20 тысяч человек, уменьшалось до 3 тысяч;
- все казаки, вступившие в войско в течение последних 5 лет, исключались из реестрового войска и должны были вернуться под власть панов и властителей;
- реестровые казаки должны были выселиться из поместий шляхты и духовенства, иначе они превращались в крепостных. Им разрешалось жить только в королевских (государственных) имениях;
- реестровые должны были удерживать гарнизон на Запорожье. Им устанавливали плату 40 тысяч золотых;
- казацкая старшина обязалась уничтожить лодки, наказать казаков, участвовавших в последних морских походах на Крым и Турцию, и согласиться на кандидатуру гетмана, которого назначит польский король.

Заключение Раставицкого соглашения вызвало возмущение в казацких массах. Исключенные из реестра нереестровые казаки не признали соглашения. Они вскоре под руководством Яцка Бородавки овладели Запорожской Сечью. Но дальнейшему расширению освободительной борьбы помешала подготовка султанской Турцией и Крымским ханством нападения на Украину и Польшу. В связи с этим казаки вынуждены были согласиться на предложение польского правительства заключить с ним временное соглашение для организации отпора турецко-татарской агрессии.